# Anurapteryx interlineata
Anurapteryx interlineata är en fjärilsart som beskrevs av Walker 1854. Anurapteryx interlineata ingår i släktet Anurapteryx och familjen Sematuridae. Inga underarter finns listade i Catalogue of Life.